# Oreanda
Oreanda (ukr. Ореа́нда, ros. Ореа́нда krym. Oreanda) – osiedle typu miejskiego na Ukrainie, w Republice Autonomicznej Krymu. Liczba ludności 1 stycznia 2014 roku wynosiła 921 osób.
Osiedle typu miejskiego od 1971 roku.